# Ruud Geels
Pour les articles homonymes, voir Geels.
Geertruida Maria Geels, dit Ruud Geels, né le 18 juillet 1948 à Haarlem et mort le 18 novembre 2023, est un footballeur néerlandais évoluant au poste d'attaquant. International néerlandais, il compte 20 sélections pour 11 buts durant les années 1970.

## Biographie
Ruud Geels est un attaquant prolifique, inscrivant 388 buts au cours de ses 17 ans de carrière professionnelle. Il joue pour différents clubs dont notamment les trois grands clubs néerlandais : Ajax Amsterdam, Feyenoord Rotterdam et PSV Eindhoven, et deux des trois grands belges, RSC Anderlecht et FC Bruges. Il participe entre-temps à la coupe du monde 1974, au cours de laquelle la sélection atteindra la finale.
Son palmarès est assez éloquent : champion et vainqueur de la Coupe des Pays-Bas en 1969 et vainqueur de la Coupe des Clubs Champions en 1970 avec le Feyenoord, champion de Belgique en 1973 avec le FC Bruges, ainsi qu'un nouveau titre de  champion des Pays-Bas en 1977 avec l'Ajax.

## Palmarès

### En club
- Vainqueur de la Coupe d'Europe des clubs champions en 1970 avec le Feyenoord Rotterdam
- Vainqueur de la Supercoupe d'Europe en 1978 avec RSC Anderlecht
- Champion des Pays-Bas en 1969 avec le Feyenoord Rotterdam et en 1977 avec l'Ajax Amsterdam
- Champion de Belgique en 1973 avec le FC Bruges
- Vainqueur de la Coupe des Pays-Bas  en 1969 avec le Feyenoord Rotterdam

### En équipe des Pays-Bas
- 20 sélections et 11 buts entre 1974 et 1981
- Finaliste de la Coupe du Monde en 1974
- Participation à la Coupe du Monde en 1974 (Finaliste)
- Participation au Championnat d'Europe des Nations en 1976 (3e)

### Distinctions personnelles
- Meilleur buteur du Championnat des Pays-Bas en 1975 (30 buts), 1976 (29 buts), 1977 (34 buts), 1978 (30 buts) avec l'Ajax Amsterdam et en 1981 (22 buts) avec le Sparta Rotterdam
- Meilleur buteur de la Coupe de l'UEFA en 1976 avec l'Ajax Amsterdam